# جبحل السند

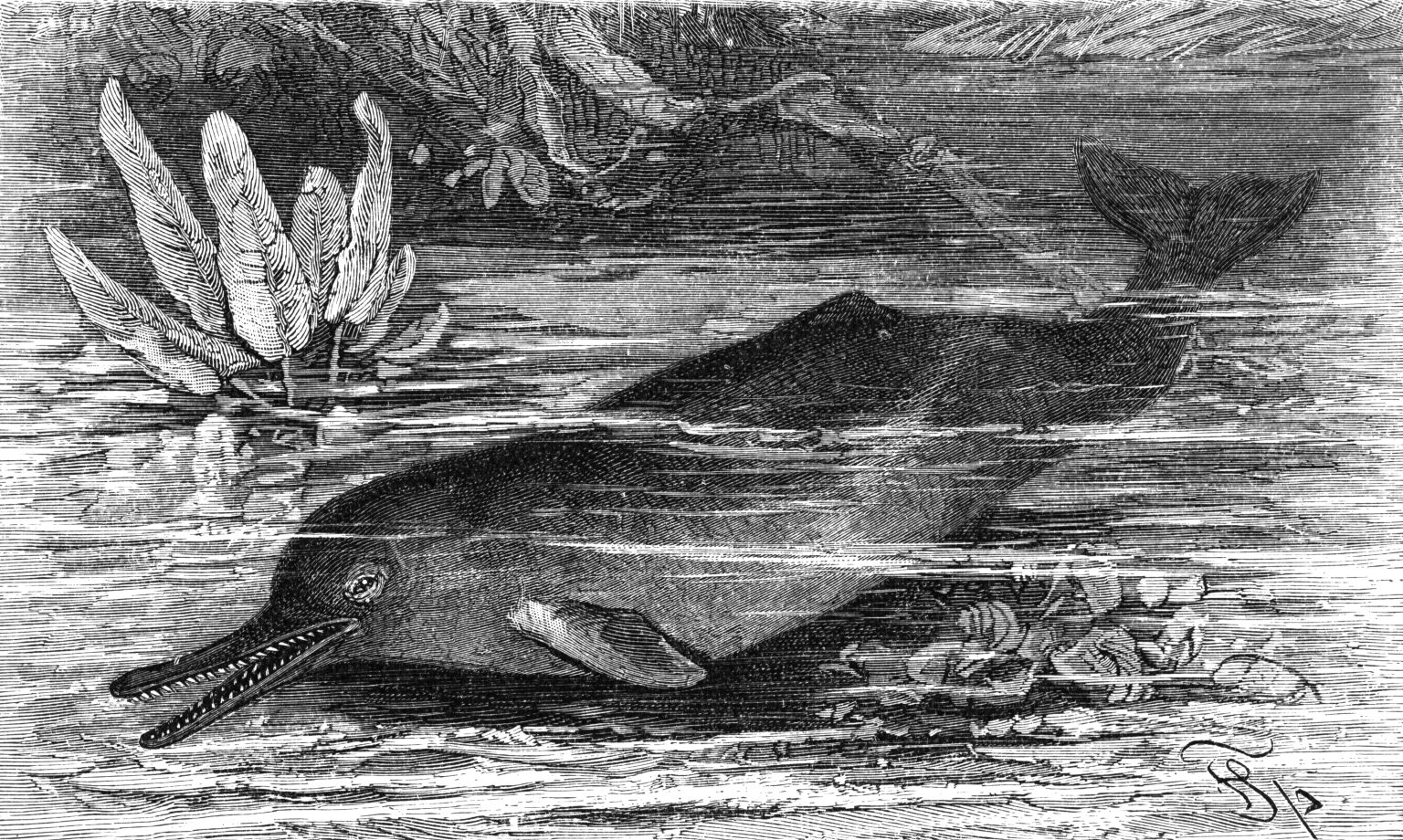

جبحل السند المعروف أيضًا باسم بلهن في الأردية والسندية، هو نوع من الحيتان المسننة في فصيلة الجبحليات . إنه مستوطن في حوض نهر السند في الهند وباكستان . كان هذا الدلفين أول حيتان تسبح على الجانب. يقسم تقسيمًاغير منتظم في خمسة مجموعات فرعية صغيرة مفصولة بقناطر الري. جُعِل من الثدييات الوطنية في باكستان، والحيوان المائي في ولاية البنجاب في الهند .